# 아스트로 비츠
아스트로 비츠(Astro Bits, 1970년 4월 7일 ~ )는 대한민국의 작곡가 겸 가수이다. 본명은 김범수이다.

## 음악인 생활

### 데뷔
대일외국어고등학교 졸업반이던 1989년, 윤상에게 발탁되었고, 윤상의 프로젝트 밴드 'Paper mode'에서 1990년부터 1992년까지 베이시스트로 활동하면서 처음 데뷔한다. 1992년 발매된 윤상 2집 《Part 1》에 수록된 'Alone'이라는 곡을 작곡한 것을 시작으로 윤상이 취입한 앨범의 프로듀싱을 맡게 되었다.

### 애시드 재즈 전도사가 되다
1992년 윤상이 군에 입대하면서 'Paper mode'는 발전적 해체를 맞았고, 그는 일본 쇼비음대 재즈학과의 학부생으로 1992년부터 1994년까지 공부한다. 도쿄에서 처음 애시드 재즈라는 장르를 접했고, 1994년 귀국해 1집 《Guardian Angel》을 발표했다. 이 앨범에 대한 평은 다양하다. 실용음악 전공서는 한국 최초의 애시드 재즈 개척자로 기술하고 있으며 그 때문인지 그를 '시대를 일찍 타고난 비운의 천재'라고 부르는 사람도 많다. 96년도에 발매된《Guardin Angel》은 댄스나 발라드로 주를 이룬 한국 가요 시장에 시도된 최초의 애시드 재즈 앨범임과 동시에, 이 앨범에서 그는 전조, 부분 전조, 분수 코드 그리고 비트의 해체와 재구성 등 새롭고 과감한 편곡기법을 통해 이제까지 한국 가요가 가지던 정형화된 틀을 벗어난 음악적 세계를 구상해 보였다.

### 사카모토 류이치와의 만남, 음악적 성숙
또한 그는 1996년 사카모토 류이치가 주최하는 작곡 그랑프리(사카모토가 30초 짜리 전주를 들려주면 이 전주를 소스로 자작곡을 만들어 사카모토에게 녹음 테이프를 보내고, 사카모토가 심사하는 형식)에서 대상을 수상했고, 사카모토가 1997년 발매한 앨범에 자신이 작곡한 '오다이'(Astro Bits 1집 Astro Bits에 수록) 라는 곡을 취입하는 행운을 맞는다. 이 후 윤상, 김동률 등의 앨범 프로듀서로 활동함과 동시에 제 3세계 음악에 심취하게 되면서 차후 본인의 앨범을 통해 이전보다 넓은 스펙트럼을 선보이게 된다.

### Astro Bits(bk!)로의 새 출발
- 2005년 그는 '우주의 조각들'이라는 의미인 'Astro Bits'라는 1인 유닛으로 1집 《Astro Bits[깨진 링크(과거 내용 찾기)]》를 발매한다. 이 앨범은 '최초의 애시드 재즈 뮤지션'이었던 그가 앞서 말했던 제 3세계 음악과 당시 전 세계적인 트립합/ 일렉트로니카의 태동에 영감을 받아 제작한 것이며, 그 자신의 본명인 '김범수'라는 이름에서 Astro Bits라는 프로젝트 유닛으로 터닝하는 계기가 된다. 앞서 언급했던 사카모토의 작곡 그랑프리 우승작이 사카모토 버전(오다이)과 Astro Bits 버전(I Wish)으로 수록되어 있고, 이 앨범에는 이상순, 정재일, 에픽 하이가 참여했다.

- 2009 싱글: 이후 보다 다양한 표현을 시도하기 위해 여고생 보컬 'Darly'를 발굴, 2년 간의 트레이닝을 거쳐 2009년 11월, 싱글앨범  Astro Bits 2009 Single[깨진 링크(과거 내용 찾기)] 을 발표. 이전까지와는 다른, 댄스 플로어 지향의 음악적 컬러에 탄력있는 여성 보컬을 가미한 대표적인 일렉트로 하우스 튠이 완성되었다.

- 2011 정규 《Bits of Universe[깨진 링크(과거 내용 찾기)]》: (보도자료 발췌) 그 자신과 그를 기다렸던 팬들에게 싱글 앨범([All I wanna feeling], 2009)은 갈증을 풀기에 충분치 않았다. 리쌍, 정인, 캐스커, 박아셀, 손성제 등의 앨범과 풍산개 OST에 마스터링으로도 참여했지만 그 자신의 음악을 직접 만나는 것에 비하면 부족했다. 그러나 그는 그 시간들을 통해 끊임없이 깊어지고 더 풍부해졌다. 그가 다루는 소재는 이별 바깥까지 다양해졌으며 그의 소리들은 더 능숙하게 다양한 차원을 넘나든다. 그의 솔로 1집인 [Guardian Angel]의 [Puzzle]이 펼쳐 보이던 두 가지 공간을 떠올려 보자. 그는 그런 음악을 하는 사람이었다. 결코 단순하지 않아서 소리의 틈들과 흔적들에까지도 주의를 요하던, 들을 때마다 새로운 소리가 들리는, Astro Bits의 이상한 나라에 도착한 당신에게 그는, ‘일상이란 볼 때마다 다른 풍경이 보이는 것’이라고 말하고 있는 지도 모른다.

## 디스코그래피
- 《Guardian Angel[깨진 링크(과거 내용 찾기)]》(1996)
- 《Astro Bits[깨진 링크(과거 내용 찾기)]》(2005)
- Astro Bits 2009 Single[깨진 링크(과거 내용 찾기)] (2009)
- 《Bits of Universe[깨진 링크(과거 내용 찾기)]》(2011)

## 작편곡 & 프로듀스

### 윤상
- Part2 [Alone] - 작편곡
- [Back To The Real Life] [바람에게] [Back To The Real Life Remix] - 편곡
- 4집 [소리] [재회] - 편곡
- 5집 [Introduction to a man] [근심가] [우화] [작은 세상] [MAN! What a selfish kid…] - 편곡, [Good old love song:Side B] - 작편곡
- Song book [질주] remix - 편곡

### 김동률
- 3집 [사랑한다는 말] [다시 사랑한다 말할까] [Requem] [자장가] [망각] [떠나보내다] - 공동 프로듀스
- 4집 [다시 떠나보내다] [이제서야] [잔향] [양보] [신기루] - 공동 프로듀스

### 윤건
- (Far East 2 Bricklane) [걷다] [힐링이 필요해] [With you] - 편곡
- [딱 한잔만] - 편곡
- [Back To You] - 편곡
- 윤건 Kobalt Sky 072511 [Free] - 편곡

### 사카모토 류이치
- J-Wave 음악오디션 그랑프리 - 작편곡
- gut on-line 1996-1997앨범 - 작편곡

### 기타
- 015B Final Fantasy [친구와 연인] remix - 편곡
- Chicaloca Compilation [Maliya] (Tears on the dance floor) - 작편곡
- Brown Eyes Two Things Needed For The Same Purpose And 5 Objets [Summer Passion] - 편곡
- 리쌍 伯牙絶絃 (백아절현) [Ballerino] remix -편곡
- Casker 철갑혹성(New Edition) [Discoid] remix - 편곡
- Delight 추억은 아름다워 [교차로] remix - 편곡
- Astro Bits & Michelle Shaprow [Starlight] - 작편곡
- 정인 그니 [그 뻔한 말] - 편곡
- 존 박 Inner Child [Imagine] [Too Late] [Sipping My Life] - 편곡, 공동 프로듀스
- JIN 진심 [주님의 시간에] [목마른 사슴] [나 같은 죄인 살리신] [실로암] [손을 높이 들고] [이스라엘의 하나님] [당신은 사랑받기 위해 태어난 사람] - 프로듀스

## 마스터링
음악에서 마스터링이란 영화의 최종편집과 같다. '황금 귀'라는 별명을 가지고 있을 정도로 소리에 예민한 그에게 마스터링을 부탁하는 뮤지션들이 생기기 시작했다. 그렇게 시작한 마스터링 엔지니어라는 포지션은 이제 그를 말할 때 뺄 수 없는 수식어 중 하나가 되었다.
- Oriental Funk Stew [Super Sonic (Single)] EP
- 정인 《정인 From Andromeda》 EP
- As One [As One Season 1] 싱글
- Casker [Tender] 정규앨범
- Oriental Funk Stew [The Secret Of Love] 싱글
- 리쌍 6집 《HEXAGONAL》 정규앨범
- 정인 [Melody Remedy] EP
- 리쌍 [Grand Final] 싱글
- 무한도전 [무한도전 서해안 고속도로 가요제] 싱글
- 리쌍 7집 [AsuRa BalBalTa] 정규앨범
- Kayip [Theory Of Everything] 정규앨범
- 박아셀 [다시 그 길 위를] 정규앨범
- 박인영 [풍산개 OST] 앨범
- Kayip [Theory Of Everything] 정규앨범
- 손성제 [비의 비가 (悲歌) (Elegy Of Rain)] 정규앨범
- Casker [Wish] 싱글
- Hallaman 싱글
- 주윤하 [On the way home] 정규앨범
- 파스텔 [진에어 컴필레이션]
- 윤건&서현 [Collaboration Single - Don`t Say No] 싱글
- 리쌍 8집 [Unplugged] 정규앨범
- 이은하 [My Song My Jazz] 정규앨범
- 박지윤 8집 [나무가 되는 꿈] 정규앨범
- 요조 [동경소녀] 싱글
- 열린 [마지막 열차] 싱글
- 페퍼톤스 4집 [Beginner`s Luck] 정규앨범
- 나희경 [나를 머물게 하는] EP
- 튠 [파도], [꿈속에는], [긴 여름의 끝] 싱글
- 박경환 [남쪽섬으로부터] EP
- 열린 [잘자요] 싱글
- Casker [Tribute90 Part 3 (천생연분)] 싱글
- 이한철 [작은 방] EP
- 옥상달빛 [서로 (EACH OTHER)] EP
- 이적 [하이킥 - 짧은 다리의 역습 OST]  EP
- 파스텔 [10주년 기념 앨범]
- 리쌍 8집 [Unplugged] 정규앨범
- 남녀공룡 [Love Is In The Ear] EP
- Casker 6집 [여정] 정규앨범
- 존 박 [철부지] 싱글
- 열린 [라디오를 틀어봐] 싱글
- 이적 & 유재석 처진 달팽이 [방구석 날라리] 싱글
- YB & 리쌍 [Mad Man] 싱글
- 선우정아 2집 [It's Okay, Dear] 정규앨범
- 박경환 1집 [다시 겨울] 정규앨범
- 옥상달빛 2집 [Where] 정규앨범
- 마이 애프터 눈 [섬씽의 제왕] 싱글
- 윤건 [딱 한잔만] 싱글
- 정인 [그니] EP
- 윤건 [Back To You] 싱글
- 페퍼톤스 [Thank You] 싱글
- 불독맨션 [Re-Building] EP
- 랄라스윗 [말하고 싶은게 있어] 싱글
- 존 박 1집 [Inner Child] 정규앨범
- 요조 2집 [나의 쓸모] 정규앨범
- 가리나 프로젝트 [개새끼야] [수달의 노래] [아이스크림] [틈] 싱글
- 데이 브레이크 [Touch Me] [앞집여자] 싱글
- 캐스커 [더 테러 라이브] OST
- W & JAS [New Kid In Town] EP
- 불독맨션 [너에게 간다] 싱글
- Ego Trip [걷는다] [사막별] 싱글
- 프롬미투유 [가족여행] 싱글
- 정인 [가을여자] EP
- 나희경 [Up Close To Me] 정규앨범
- 윤건 [Kobalt Sky 072511] EP
- DJ 2E Love DJ 미우 케이준 [Free] [오빠는 풍각쟁이] 싱글
- 길 정인 [brilliant is] 싱글
- 매직스트로베리사운드 컴필레이션 Vol. 1 [내가 너의 작곡가] 정규앨범
- 유성은 [Healing] 싱글
- 오소영 [사막의 왕] 싱글
- JIN [진심] 정규앨범
- 신보라 [꽁꽁] 싱글
- 휘성 & 거미 [Special Love] 싱글
- 가리나 프로젝트 [궤도 (The Orbits)] 싱글
- 루싸이트 토끼 [Dear Deer] 싱글
- 이적 5집 [고독의 의미] 정규앨범
- 에일리 [노래가 늘었어] 싱글
- 개리 [Mr. Gae] EP
- 가리나 프로젝트 [반숙] 싱글
- 홀로그램 파티 [Brand New Adventure] EP
- C-Clown [말해줘] 싱글
- 크로스진 [Amazing - Bad Lady -] 싱글
- 이한철 [Tobacco Lady] 싱글
- 루싸이트 토끼 [너와 함께 난 겨울] 싱글
- JUUNO [Shift] EP
- 짙은 [diaspora : 흩어진 사람들] EP
- 먼데이 키즈 [그대라는 이유] 싱글
- 스윗 소로우 [For Lovers Only] EP
- 박준하 [내 이름은 연애] EP
- 정인 개리 [사람냄새] 싱글
- 데이브레이크 [CUBE] EP
- 정인 [살다가 보면] 싱글
- 이한철 [집으로] 싱글
- 바버렛츠 [바버렛츠 소곡집 #1] 정규앨범
- 루싸이트 토끼 [Let Me Dance] EP
- 존 박 [U] 싱글
- 먼데이 키즈 [두 번 죽이는 말] 싱글
- 정인 개리 [자전거] 싱글
- 옥상달빛 [또 고마워서 만든 노래] 싱글
- 리아 [신중현 프로젝트 에피소드2 - 시대정신 Zeitgeist] 싱글
- V.A. [사랑의 단상 Chapter 5. The Letter From Nowhere] 정규앨범
- 양희은 [꽃병 (with 이적)] 싱글
- 손수아 [수아] EP
- 10CM [3집 3.0] 정규앨범
- 박준하 [닮은 사람] 싱글
- 염신혜 선우정아 [Riano Poom] 정규앨범
- 바버렛츠 [바버렛츠 캐롤 : 훈훈 크리스마스] EP
- 봉권 [밤눈] 정규앨범
- 뉴클리어스 [1st Mini Album] EP
- 스트레이 [FEVER] 정규앨범
- 김완선 [Goodbye My Love] 싱글
- 윤건 [가을에 만나] 싱글
- 봉권 [시간] EP
- 유즈드카세트 [열대, 우리] 싱글
- 아진 [Developpe] EP
- 홍재목 [당신이 그대가] 싱글
- 센티멘탈 시너리 [추억을 걷다] 싱글
- 양희은 [나영이네 냉장고 (Feat. 김나영, 바버렛츠)] 싱글
- 이영훈 [내가 부른 그림 2] 정규앨범
- 봉권 [거리] EP
- 김윤주 [스웨덴 세탁소 OST Part 1] 싱글
- 대니 애런즈 [에어조던보다] 싱글
- Bedroom [Swing In The Bedroom] 싱글
- 이지형 & 권진아 [Duet] 싱글
- 버고-Virgo [버고-Virgo] 싱글
- 바버렛츠 [Be My Baby] 싱글
- 로맨스탭 [Romance Tap] EP
- 양희은 [산책 (With 이상순] 싱글
- 이성찬 [Actress] 정규앨범
- 선종표 [Lemon] 싱글
- W & Jas [But We Have To Go] 싱글
- 버고-Virgo [2] 싱글
- 센티멘탈 시너리 [지금 여기, 이곳에서] 싱글
- 선우정아 [봄처녀] 싱글
- 양희은 [엄마가 딸에게] 싱글
- 센티멘탈 시너리 [11 DAYS] 정규앨범
- 조이엄 [조금은 선명해지게] 정규앨범
- 아프로디노 [Zzz] 싱글
- 원혁 [I See You] 싱글
- 옥상달빛 [희한한 시대] 싱글
- 센티멘탈 시너리 [Universe] 싱글
- 김도현 [그 광야로] EP
- 홍재목 [심야] 싱글
- V.A. [제25회 유재하 음악경연대회] 정규앨범
- 캐스커 [산] 싱글
- Main Level X Soul Archive [그대로 있어줘] 싱글
- 모노이 프로젝트 [1집 동화되다] 정규앨범
- W [We Can't Dance But!] 싱글
- 레이크 [The Lake In The City] EP
- 스텔라 [떨려요] 싱글
- 조동희 [작은 리본] 싱글
- 루싸이트 토끼 [너를 보는 난 여름] 싱글
- 옥상달빛 [내 사랑의 노래] 싱글
- 리쌍 [주마등 (Feat. MI-WOO] 싱글
- 홍재목 [네가 고양이면 좋겠다] EP
- 이목 [니멋대로] 싱글
- 미림 [그날에 서있다] 싱글
- 달 좋은 밤 [별 헤는 밤] 싱글
- 한희정 [Slow Dance] EP
- 노티스노트 [동행에게 (Feat. 김현아 of 랄라스윗] 싱글
- 트램폴린 [MARGINAL] 정규앨범
- 우현하 [Rebellion] EP
- 판타스틱드럭스토어 [From The Stars (With C.A.S.H)] 싱글
- 10cm [3.1] 싱글
- 스윗소로우 [FOR LOSERS ONLY] EP
- 왁스 [내 맘 같지 않아] 싱글
- 캐스커 [ground part 1] EP
- 나희경 [Flowing] 정규앨범
- MIWOO [못난이 인형] 싱글
- 스윗소로우 [나의 구두] 싱글
- 이적 [걱정말아요 그대 (응답하라 1988 OST Part 2)] 싱글
- 달 좋은 밤 [Just Wanna Be With You] 싱글
- 배영경 [가을제주] 싱글
- 이하윤 [편의점에 피는 꽃] 정규앨범
- 길 [R.O.A.D PROJECT #1] EP
- 시오의 방 [호수길] 싱글
- 옥상달빛 [달리기] 싱글
- 양희은 [슬픔 이젠 안녕 (With bk! of Astro Bits] 싱글
- 바버렛츠 [Lonesome Christmas] 싱글
- 프롬 유 [권태기가 왔나봐] 싱글
- 판타스틱드럭스토어 [Scarlet] 싱글
- 옥상달빛 [두 사람] 싱글
- 홍재목 [그늘같은 늘같은] 싱글
- 스트레이 [Wandering] EP
- 최민지 [쉬어가세요] 싱글
- 권진원 [엄마의 노래] 정규앨범
- 선우정아 & 정용화 [교감 - 불꽃놀이] 싱글
- 개리 [2002] 정규앨범
- 스텔라 [찔려] EP
- 박준하 [달이 말라가는 저녁] 정규앨범
- 정인 [rare] EP
- 레이디스 코드 [MYST3RY] EP
- 루싸이트 토끼 [L+] 싱글
- 밀리그램 [Moonlight] 싱글
- 밀리그램 [애벌레] 싱글
- 판타스틱드럭스토어 [Walking In The Dream] EP
- 10cm [3.2] 봄이 좋냐?? 싱글
- 박준하 [낯선 그녀] 싱글
- 곽진언 [나랑 갈래] 정규
- 개리 [mei guan xi (it's OK)] 싱글
- 융진 [그런 사람] 싱글
- 옥상달빛 [RE:TAG] EP
- 길 [냉장고 (Feat. 이하이, 버벌진트)] 싱글
- 존박 [네 생각] 싱글
- 달에닿아 [고백의 순간] 싱글
- 나희경 [다시, 보싸다방 Vol. 1],  [다시, 보싸다방 Vol. 2] 싱글
- 김므즈 [소복소복, 두리번두리번, 뚜벅뚜벅] 정규
- 그린 돌핀 스트리트 [Today's The Last Day Of The Sale] EP
- 융진 [걷는 마음] 싱글
- 스윗소로우 [대박금지] 싱글
- 캐스커 [여름밤] 싱글
- 바버렛츠 [THE BARBERETTES] 정규
- 선우정아 [4X4] EP
- 레이디스 코드 [MYST3RY] 싱글
- 임헌일 [BAD/GOOD] 싱글
- 레이디스 코드 [MYST3Re:] 싱글
- 봉권 [여성 (戾聲)] 정규
- 이적 [구르미 그린 달빛 (KBS2 월화드라마) OST ] 깍지
- 레이디스 코드 [STRANG3R] 싱글
- 10cm [3.3] 길어야 5분 싱글
- 우현하 [IDENTITY] 싱글
- 박준하 [있지,] 싱글
- 캐스커 [Put Me Back] 싱글
- 김가은 [Nocturne] 싱글
- 나희경, Celso Fonseca [Slow Motion Bossa Nova] 싱글
- 나희경, Celso Fonseca [Samba e tudo (Samba is everything)] 싱글
- 10cm [도깨비 OST Part 2] 내 눈에만 보여 싱글
- 주윤하 [하얀 겨울] 싱글
- 존박 [SMILE] 싱글
- 멜로그라피 [못난남자], [잔상] 싱글
- 스윗소로우 [해피뉴이어] 싱글
- 임헌일 [누군가를 향한 마음] EP
- 나희경, Celso Fonseca [끝, 그 이후 (Sorrow)] 싱글
- 옥상달빛 [월월월월금] 싱글
- 캐스커 [고양이와 나] 싱글
- 나희경 [봄, 사랑 (Spring Bossa)] 싱글
- 언니네 이발관 [6집 홀로 있는 사람들] 정규
- 치즈(CHEEZE) [Be There] 싱글
- 홍혜림 [화가새] 정규
- 존박 [DND (Do Not Disturb)] 싱글
- 곽진언 [나랑 갈래] 정규
- 거미 [5집 STROKE] 정규
- 스윗소로우 [첫사랑] 싱글
- 재주소년 [6집 드라이브 인 제주] 정규
- 선우정아 [구애 (求愛)] 싱글
- 바버렛츠 [바버렛츠의 사계절] 정규
- 안0김박재재 [X] 싱글
- 모노이 프로젝트 (Monoi Project) [Summer Candy] 정규
- Hooverfield (후버필드) Pink Moon (Feat. 리디아 리) 싱글
- 10cm [4집 4.0] 정규
- 이한철 [라고 말하고 싶어] 싱글
- iamnot (아이엠낫) [그 자리에 있어줘] 싱글
- 유재선 [he&art=heart♥] 싱글
- I'll(아일) [Maybe We Are] EP
- iamnot (아이엠낫) [Come Back] 싱글
- 전훈 [The First And The Las] 정규
- 시오의 방 (CO's Room) [끝자락] 싱글
- 윤건 [우리 둘만 아는] 싱글
- Siren in Peace [너는 나의 숨 (Feat. Boogie)] 싱글
- 유하 [젊은이] 정규
- 이적 [흔적 Part 1] EP
- 김보형 [FLASH ME] 싱글
- 선우정아 [고양이 (Feat. 아이유)] 싱글
- 폴린딜드 (Fallin' Dild) [Fallin' Dild] 정규
- I'll(아일) [그 해 겨울] 싱글
- WhyMe? [Find Them All #2-WhyMe?] EP
- 캐스커 [새벽 한 시] 싱글
- 재주소년 [From Me To You] EP
- 1972 [따듯한 바람] 정규
- I'll(아일) [To My Dear] 싱글
- 신상우 [겨울] 싱글
- 김보형 [BECAUSE OF YOU] 싱글
- 선우정아 [남] 싱글
- 윤건 [내 편] 싱글
- 정창훈 [봄비] 싱글
- 선우정아, 바버렛츠(The Barberettes) [차트밖에서] 싱글
- 곽진언 [함께 걷는 길] 싱글
- 조원선 [서두르지 말아요 (Duet With 존박)] 싱글
- 민기타 [Good Morning] 싱글
- 원혁 [우리는 사랑 아니면] 싱글
- 폴린딜드 (Fallin' Dild) [그렇지 않겠어요] 싱글
- 시공소년 [어긋남] 싱글
- 양희은, 성시경 [뜻밖의 만남 #9. 늘 그대] 싱글
- 원혁 [UR LOVE] 싱글
- 1972 [달과 고양이] 싱글
- 폴린딜드 (Fallin' Dild) [손을 잡아 주세요] 싱글
- 오소영 [어디로 가나요] 싱글
- Lady Rocket [Lady Rocket] 싱글
- 시공소년 [STAY] 싱글
- 카코포니(cacophony) [和 (화)] 정규
- 나희경 [Amora] 정규
- 달에닿아 [산책을 할까] 싱글
- 신시어리 [그 시절] EP
- 선우정아 [죄 많은 소녀 (Original Motion Picture Soundtrack)] 정규
- 유하 [None of Us] 싱글
- 홍재목 [아무것도 아닌 이야기] 싱글
- 곽진언 [자유롭게] 싱글
- 선우정아 [백년해로] 싱글
- 원혁 [Nice Dream] 싱글
- 재주소년 [지났을 줄이야] 정규
- 섬의 편지 [섬의 편지] 정규  정규
- 선우정아 [천국은 나의 것 (디깅클럽서울 Ver.)] 싱글
- GMMCK [Weather : snowy] 싱글
- 유하 [Eternity] 정규
- 이적 [흔적 Part 2] EP
- 담소네공방 [밤하늘에] 싱글
- 홍재목 [출근길 (Clementine)] 싱글
- 스바스바 (스윗소로우, 바버렛츠) [좋을텐데] 싱글
- 정아로 [그대는 어디로] 싱글
- 서사무엘 (Samuel Seo) [비가 그쳤네] 싱글
- 우현하 [Answer] 정규
- 선우정아 [Stand] EP
- 유키카 [좋아하고 있어요] 싱글
- 캐스커 [Time Besides ( )] 싱글
- 규민 [밤만 되면] EP
- 서사무엘 (Samuel Seo) [D O W E] 싱글
- 조원선 [그래 그건 그렇고] 싱글
- So!YoON!(황소윤) [HOLIDAY] 싱글
- 찬열 (CHANYEOL) [봄 여름 가을 겨울 (SSFW) - SM STATION] 싱글